# Павле I Горјански
Павле I Горјански (умро после 1354) је био утемељивач банске гране великашке породице Горјански, жупан Вуковске, Сремске и Бодрошке жупаније.

## Биографија
Павле је био син Стјепана I Горјанског који је између 1296. и 1300. године играо важну улогу у Пожешкој и Вуковској жупанији. Стјепан је после 1300. године поставо мачвански бан. Поред Павла, имао је још двојицу синова: Андрију и Ивана II. Павле се у изворима јавља од 1310. године као присталица Карла Роберта. Од краља је добио Дреновац у Пожешкој жупанији. Од 1320. до 1326. године је био мачвански бан, као и жупан Вуковске, Сремске и Бодрошке жупаније. Од 1330. до 1336. године је краљичин судија. Од 1354. године се спомиње као њен благајник.
Павле је имао два сина:
- Ивана III Горјанског (умро после 1357), свештеник
- Павла II Горјанског (умро после 1377), помиње се у парницама у Барањској жупанији.